# 潘沂
潘沂，山东乐陵人，清朝政治人物。拔贡出身。

## 生平
顺治十一年（1654年），潘沂接替王嘉宾任建宁府知府一职，顺治十三年（1656年）由谢祖悌接任。
顺治年间（1644～1661年），建安王祁作乱，人民流散，学宫廨舍尽为灰烬。建宁知府潘沂多方筹资葺治郡城学宫。岁饥，力倡捐赈，督收浦城关税，厘革积弊。购买城西山地设义地，敛葬遗骸。其子潘鹏雲，康熙壬子进士殿试三甲一百一名，甲寅年为福建乡试副考官，康熙四十三年任顺徳府知府（见《畿辅通志·卷六十》）。其孙潘體震（潘鹏云之子），康熙癸未进士殿试二甲十五名，翰林青书庶吉士，编修; 康五一，黔乡正考。